# The Exquisite Thief
The Exquisite Thief è un film muto del 1919 diretto da Tod Browning. La sceneggiatura si basa su Raggedy Ann di Charles W. Tyler, racconto pubblicato su Detective Stories.

## Trama
Blue Jean Billie, magistrale ladra di gioielli, autrice di molti colpi sensazionali, mette a punto un altro colpo rubando durante un ricevimento molto esclusivo, la festa di fidanzamento di Muriel Vanderflip con Algernon P. Smythe, Lord Chesterton. Il detective Wood che vigila senza requie, non riesce a impedire che, però, scappi via con il suo autista, Shaver Michael. L'automobile, nella fuga, si ribalta ma Billie, minacciando gli inseguitori con la pistola, li rimanda indietro. Algernon, che si è nascosto, riesce a salire sull'auto che riprende la sua fuga. Quando Billie lo scopre, lo prende prigioniero e lo porta a casa sua. Lì, con grande preoccupazione dell'autista, Billie e Algernon simpatizzano e iniziano a flirtare. Dopo essere sfuggiti a un'incursione della polizia, Algernon convince la ragazza a restituire i gioielli rubati e a sposarlo. Billie comincia ad avere dei dubbi quando scopre che Algernon è in realtà un truffatore internazionale, conosciuto come "English Harry". Dopo che Algernon mette fuori gioco Michael, lo chiude insieme al detective Wood, lasciando con loro i gioielli rubati. Poi, i due innamorati prendono il volo giurandosi l'un l'altro che da quel momento in poi righeranno diritto.

## Produzione
Il film fu prodotto dall'Universal Film Manufacturing Company con il titolo di lavorazione Raggedy Ann. Le riprese, iniziate il 5, durarono per tutto il mese del gennaio 1919 nella San Bernardino National Forest, al Big Bear Lake nella Big Bear Valley.

## Distribuzione

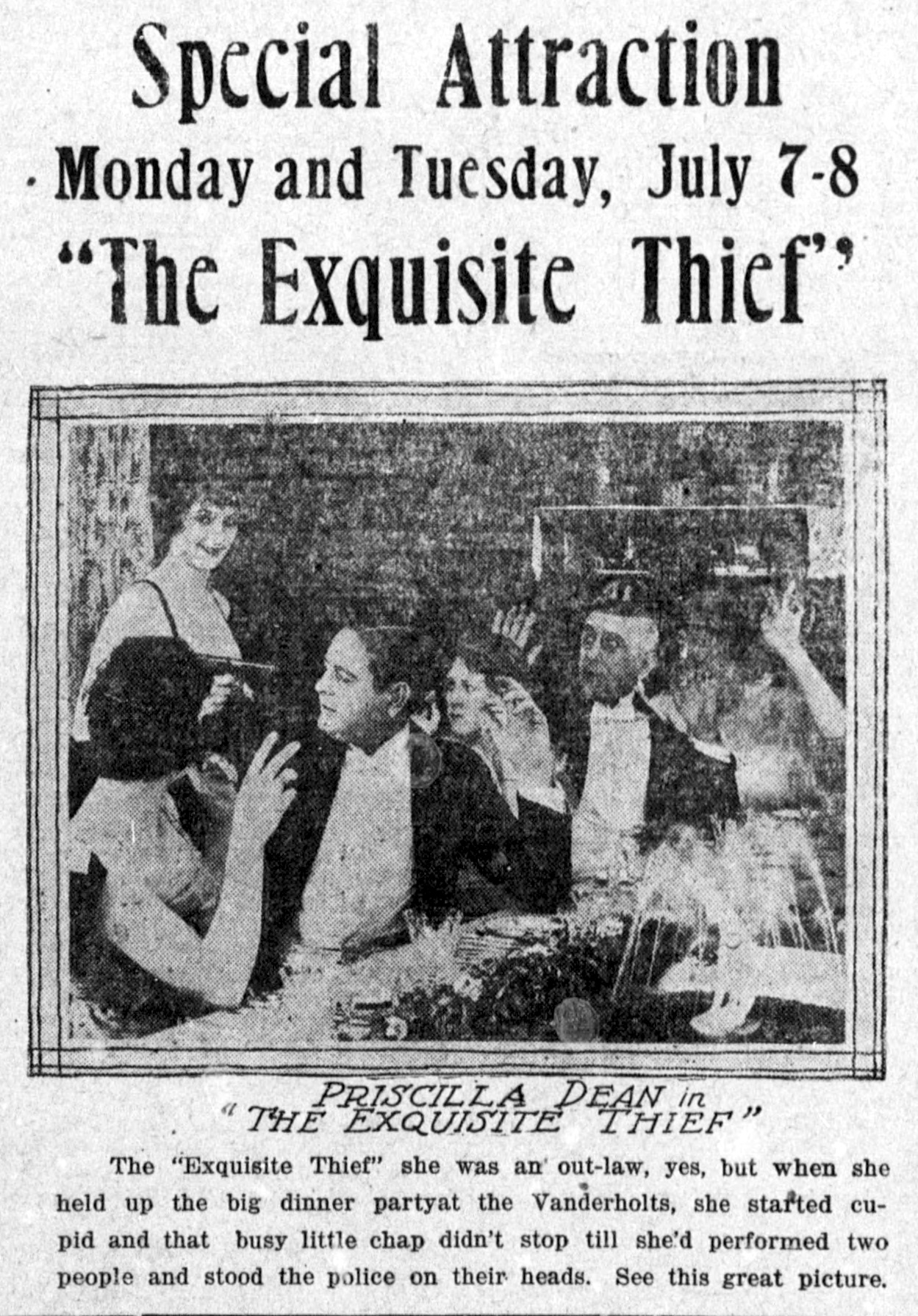
Pubblicità su quotidiano

Il copyright del film, richiesto dalla Universal Film Mfg. Co., Inc., fu registrato il 4 aprile 1919 con il numero LP13573.
Distribuito dall'Universal Film Manufacturing Company, il film - presentato da R.H. Cochrane - uscì nelle sale cinematografiche degli Stati Uniti il 28 aprile 1919.
Frammenti della pellicola si trovano conservati nei National Archives Of Canada di Ottawa e presso la Library of Congress di Washington.